# Eveline Dellai
Eveline Dellai (Trento, 10 juli 1993) is een Italiaanse pornoactrice van Tsjechische afkomst. Haar tweelingzus Silvia is ook pornoactrice.
Dellai begon haar carrière in 2015 toen ze 22 jaar oud was. Ze maakte tot op heden meer dan 300 films en staat bekend om haar extreme scènes (dubbele penetratie, plasseks), scenes die ze vaak met haar tweelingzus opneemt en die zinspelen op incest.
In 2018 werd ze op de Amerikaanse AVN Awards genomineerd in de categorie 'beste buitenlandse actrice van het jaar'.
In augustus 2021 werd ze onderdeel van een controverse rondom de Belgische premier Alexander De Croo. In een publicatie van Wouter Verschelden werd een affaire tussen De Croo en Dellai gesuggereerd, later zal ook Mark Koster hierover schrijven in zijn boek De Belg. Beiden hebben het bestaan van de affaire ontkend, maar Dellai heeft bevestigd dat De Croo met haar wou afspreken maar dat het niet is doorgegaan wegens agendaproblemen. Koster schrijft in zijn boek dat De Croo de zaak uit de media kon houden na telefonisch overleg met de eigenaar van DPG Media, Van Thillo.